# Fontana (Gozo)
Fontana (officiële naam Il-Fontana) is een plaats en gemeente op het Maltese eiland Gozo met een inwoneraantal van 846 (november 2005).
Fontana is tegenwoordig een voorstad van de Gozitaanse hoofdstad Victoria, gelegen aan de doorgaande weg van Rabat naar Xlendi. Deze straat wordt lokaal ook wel "Triq tal-Ghajn" genoemd, wat zoveel betekent als "de weg naar de bron". Deze naam heeft de straat gekregen vanwege de bron die onderaan deze straat is gelegen: "il-Ghajn il-Kbira", ("de grote bron"); de plaats Fontana is dan ook vooral bekend vanwege de aan de straat gelegen bronnen. De plaatsnaam Fontana is dan ook het Italiaanse woord voor bron. In de zestiende eeuw werden overkappingen over de bronnen gebouwd voor degenen die er hun kleren wasten. Onder deze overkappingen zijn ook nu nog regelmatig lokale bewoners te zien die er hun kleren wassen in het water dat er uit de bron stroomt.
De jaarlijkse festa van Fontana wordt gehouden op de derde zondag van juni. Men viert dit dorpsfeest ter ere van het Heilig Hart.